# (2669) Chostakovitch
(2669) Chostakovitch, désignation internationale (2669) Shostakovich, est un astéroïde de la ceinture principale.

## Description
(2669) Chostakovitch est un astéroïde de la ceinture principale. Il fut découvert le 16 décembre 1976 à Nauchnyj par Lioudmila Tchernykh. Il présente une orbite caractérisée par un demi-grand axe de 2,78 ua, une excentricité de 0,22 et une inclinaison de 7,8° par rapport à l'écliptique.

## Étymologie
Cet astéroïde est nommé en l'honneur du compositeur soviétique Dimitri Chostakovitch (1906-1975).

## Compléments